# Gewone wormslang
De gewone wormslang (Indotyphlops braminus) is een kleine slang uit de familie wormslangen (Typhlopidae).

## Naam en indeling
De soort wordt ook wel blindslang, bloempotslang of gewone blindslang genoemd. De wetenschappelijke naam van de soort werd voor het eerst voorgesteld door François Marie Daudin in 1803. Oorspronkelijk werd de wetenschappelijke naam Eryx braminus gebruikt, het geslacht Eryx wordt tegenwoordig echter tot de familie reuzenslangen (Boidae) gerekend. Later werd de soort aan de geslachten Ophthalmidium, Typhlops, Typhlina en Virgotyphlops toegekend. De gewone wormslang werd tot 2014 tot het geslacht Ramphotyphlops gerekend en onder de wetenschappelijke naam Ramphotyphlops braminus is de wormslang in veel literatuur bekend.

## Uiterlijke kenmerken
De gewone wormslang behoort tot de slangen, maar deze soort ziet er meer uit als een lange dunne worm, met name jonge exemplaren die nog bruin tot roze van kleur zijn. Oudere dieren kleuren donkerbruin tot paarsbruin, de voorzijde van de kop is lichter van kleur dan de rest van het lijf. De totale lichaamslengte bedraagt maximaal ongeveer 17 centimeter, het lichaam is erg dun en langwerpig van vorm. De schubben zijn klein en glad en liggen in banden om het lichaam waardoor het segmenten lijken. De slang heeft 20 rijen schubben in de lengte op het midden van het lichaam. De kop en staart zijn nauwelijks uit elkaar te houden. De ogen en ooropeningen zijn rudimentair en moeilijk te zien. De schubben op de kop dragen vele kleine stekeltjes, ook zijn tussen de kopschubben witgekleurde klieropeningen te zien.

## Verspreiding en habitat
Oorspronkelijk kwam de soort alleen voor in delen van Azië, tegenwoordig ook in Nieuw-Guinea, Japan, de Verenigde Staten, het Midden-Oosten, Afrika, Madagaskar, Mexico en Australië. Qua oppervlakte is het een van de meest wijdverspreide slangen ter wereld, op de zeeslangen na. De oorzaak ligt in het feit dat deze slang ook in plantenkwekerijen algemeen voorkomt, en per ongeluk in potplanten over de gehele wereld is verscheept. De Engelse naam van deze dieren is daarom ook wel Flower pot snake; bloempotslang.

## Levenswijze
Het voedsel bestaat voornamelijk uit mieren en termieten en ook de poppen daarvan worden gegeten, soms ook wel andere insecten en wormen. Hierdoor is dit dier niet lang in gevangenschap te houden, waardoor er nog niet veel bekend is over deze soort, ondanks het enorme verspreidingsgebied. Ook leeft de slang ondergronds, en graaft ondiepe tunnels om beter bij de nesten te komen. Bij gevaar wordt een onwelriekende vloeistof uitgescheiden.
Alleen als het regent komt het dier bovengronds om niet te verdrinken, maar leidt verder een verborgen bestaan. De wormslang prefereert losse, liefst zanderige gronden waar hij makkelijk kan graven, en schuwt de mens niet. Zo komt deze soort ook voor in streken die door de mens zijn aangepast, zoals houtwallen en agrarische gebieden; als er maar mieren of termieten zijn om te eten en het niet te droog wordt.

## Voortplanting
De gewone wormslang kent een bijzondere vorm van voortplanting omdat het dier parthenogeen is; er bestaan geen mannetjes binnen deze soort. Het is voor zover bekend de enige slang ter wereld die dit verschijnsel vertoont. Uit ieder ei komt een vrouwtje en ze hebben dus geen paring nodig wat ze een voorsprong geeft op andere soorten. Waarschijnlijk worden tussen de vrouwtjes onderling wel hormonen uitgewisseld om de aanmaak van eicellen te stimuleren.